# Avant-lès-Marcilly
Pour les articles homonymes, voir Marcilly.
Pour l’article homonyme, voir Avant-lès-Ramerupt.
Avant-lès-Marcilly est une commune française située dans le département de l'Aube, en région Grand Est.

## Géographie
| Fontaine-Mâcon     | Saint-Aubin        | Ferreux-Quincey        |
| Bouy-sur-Orvin     | Avant-lès-Marcilly | Saint-Loup-de-Buffigny |
| Soligny-les-Étangs | Charmoy            | Fay-lès-Marcilly       |

Le territoire de la commune s'étend sur 27,62 km2, majoritairement dans une vallée située à une hauteur de 100 m, entre les rivières de l'Ardusson au nord et de l'Orvin au sud (affluents de la Seine).
On trouve un massif forestier à l'est (le bois de Fay) dont le périmètre très morcelé correspond aux reliefs les plus marqués.
La vocation actuelle du secteur est dominée par l'activité agricole (betteraves et céréales). Trois importants silos quadrillent le périmètre (Groupe Soufflet).

### Hydrographie

#### Réseau hydrographique
La commune est dans la région hydrographique « la Seine de sa source au confluent de l'Oise (exclu) » au sein du bassin Seine-Normandie. Elle est drainée par le Fossé 01 de la Pierre au Coq, le ruisseau de Charmelin et le ruisseau Sainte-Elisabeth,.

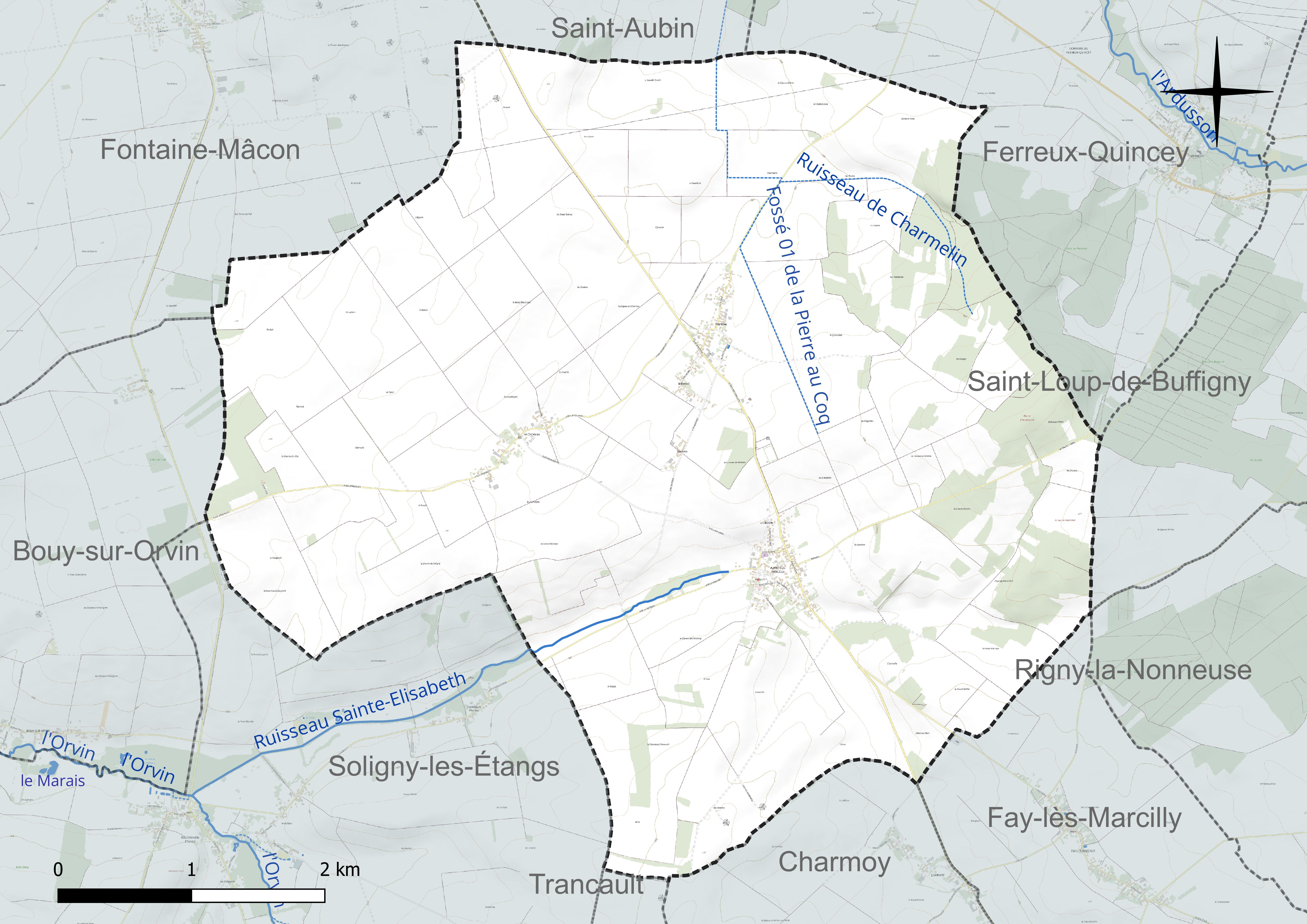
Réseau hydrographique d'Avant-lès-Marcilly.

#### Gestion et qualité des eaux
Le territoire communal est couvert par le schéma d'aménagement et de gestion des eaux (SAGE) « Bassée Voulzie ». Ce document de planification concerne le territoire du bassin versant de l'Armançon qui s’étend sur 1 710 km2 et se répartit sur trois départements (l'Aube, l'Yonne et la Marne). Le périmètre a été arrêté le 2 septembre 2016, le diagnostic a été validé le 29 novembre 2022. La structure porteuse de l'élaboration et de la mise en œuvre est le Syndicat mixte ouvert de l’eau potable, de l’assainissement collectif, de l’assainissement non collectif, des milieux aquatiques et de la démoustication (SDDEA), dont le siège est à Troyes.
La qualité des cours d’eau peut être consultée sur un site dédié géré par les agences de l’eau et l’Agence française pour la biodiversité.

### Climat
Pour des articles plus généraux, voir Climat du Grand Est et Climat de l'Aube.
En 2010, le climat de la commune est de type climat océanique dégradé des plaines du Centre et du Nord, selon une étude du Centre national de la recherche scientifique s'appuyant sur une série de données couvrant la période 1971-2000. En 2020, Météo-France publie une typologie des climats de la France métropolitaine dans laquelle la commune est exposée à un climat océanique altéré et est dans la région climatique Nord-est du bassin Parisien, caractérisée par un ensoleillement médiocre, une pluviométrie moyenne régulièrement répartie au cours de l’année et un hiver froid (3 °C).
Pour la période 1971-2000, la température annuelle moyenne est de 10,5 °C, avec une amplitude thermique annuelle de 15,5 °C. Le cumul annuel moyen de précipitations est de 730 mm, avec 11,8 jours de précipitations en janvier et 7,7 jours en juillet. Pour la période 1991-2020, la température moyenne annuelle observée sur la station météorologique de Météo-France la plus proche, « Bouy-sur-Orvin », sur la commune de Bouy-sur-Orvin à 5 km à vol d'oiseau, est de 11,4 °C et le cumul annuel moyen de précipitations est de 635,9 mm. 
La température maximale relevée sur cette station est de 42,4 °C, atteinte le 25 juillet 2019 ; la température minimale est de −20,5 °C, atteinte le 17 janvier 1985,,.
Les paramètres climatiques de la commune ont été estimés pour le milieu du siècle (2041-2070) selon différents scénarios d'émission de gaz à effet de serre à partir des nouvelles projections climatiques de référence DRIAS-2020. Ils sont consultables sur un site dédié publié par Météo-France en novembre 2022.

## Urbanisme

### Typologie
Au 1er janvier 2024, Avant-lès-Marcilly est catégorisée commune rurale à habitat dispersé, selon la nouvelle grille communale de densité à 7 niveaux définie par l'Insee en 2022.
Elle est située hors unité urbaine. Par ailleurs la commune fait partie de l'aire d'attraction de Nogent-sur-Seine, dont elle est une commune de la couronne,. Cette aire, qui regroupe 19 communes, est catégorisée dans les aires de moins de 50 000 habitants,.

### Occupation des sols
L'occupation des sols de la commune, telle qu'elle ressort de la base de données européenne d’occupation biophysique des sols Corine Land Cover (CLC), est marquée par l'importance des territoires agricoles (89,4 % en 2018), une proportion sensiblement équivalente à celle de 1990 (89,9 %). La répartition détaillée en 2018 est la suivante : 
terres arables (86,8 %), forêts (8,6 %), zones agricoles hétérogènes (2,6 %), zones urbanisées (2 %). L'évolution de l’occupation des sols de la commune et de ses infrastructures peut être observée sur les différentes représentations cartographiques du territoire : la carte de Cassini (XVIIIe siècle), la carte d'état-major (1820-1866) et les cartes ou photos aériennes de l'IGN pour la période actuelle (1950 à aujourd'hui).

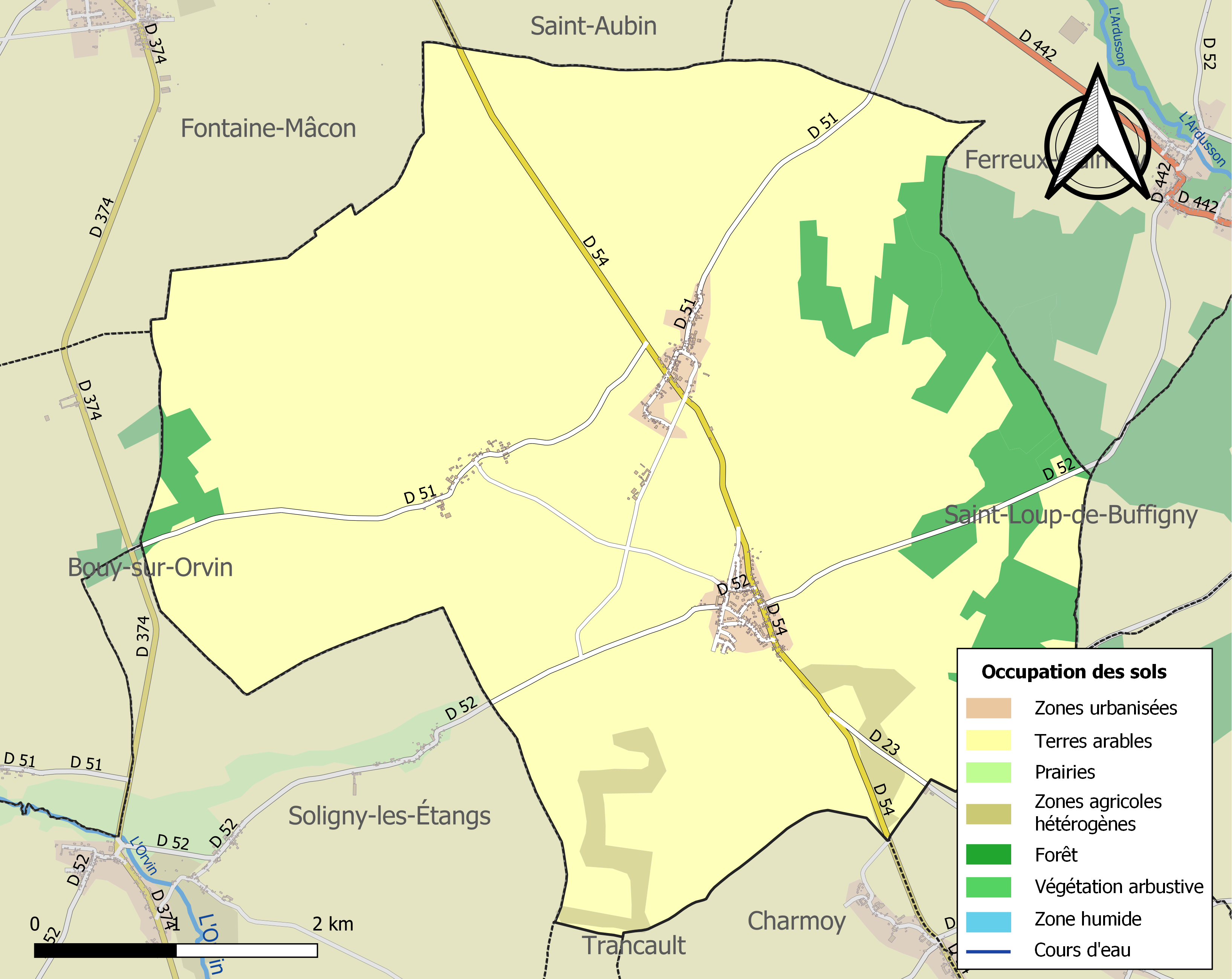
Carte des infrastructures et de l'occupation des sols de la commune en 2018 (CLC).

## Histoire
Il s'agit d'une commune dont les origines connues peuvent être datées approximativement au regard de l'époque de construction de l'église (XIIe et XIIIe siècle). On trouve également des pierres tombales dont les plus anciennes dates également du XIIIe siècle. Ce fief appartenait aux Angenoust de la fin du XVe siècle au début du XVIIe siècle, et relevait de Nogent-sur-Seine.
De nombreux vestiges historiques plus anciens sont encore visibles dans le secteur, comme les menhirs (Pierre à Marguerite et Pierre au Coq - classés monuments historiques) et dolmens (côte des Ormeaux).
| Période                                  | Période       | Identité            | Étiquette | Qualité                     |
| ---------------------------------------- | ------------- | ------------------- | --------- | --------------------------- |
| Les données manquantes sont à compléter. |               |                     |           |                             |
| mai 1900                                 | mai 1904      | Stanislas Banry     |           |                             |
| mai 1904                                 | mai 1908      | Aristide Benoît     |           |                             |
| mai 1908                                 | décembre 1919 | Jules Bellemère     |           |                             |
| décembre 1919                            | mai 1935      | Aristide Benoît     |           |                             |
| mai 1935                                 | 1941          | Émile Boulanger     |           |                             |
| 1941                                     | mars 1965     | Jean Bossuat        |           |                             |
| mars 1965                                | mars 1971     | Clauzel Collot      |           |                             |
| mars 1971                                | mars 1977     | Jean-Paul Godier    |           |                             |
| mars 1977                                | juin 1995     | Bernard Dalle       |           |                             |
| juin 1995                                | mars 2008     | Jean-Paul Renard    |           |                             |
| mars 2008                                | mars 2014     | Jean-Louis-Marcilly |           |                             |
| mars 2014                                | mai 2020      | Chantal Frou        |           | Retraitée de l'enseignement |
| mai 2020                                 | En cours      | Michel Dallé        |           | Agriculteur retraité        |

## Démographie
L'évolution du nombre d'habitants est connue à travers les recensements de la population effectués dans la commune depuis 1793. Pour les communes de moins de 10 000 habitants, une enquête de recensement portant sur toute la population est réalisée tous les cinq ans, les populations de référence des années intermédiaires étant quant à elles estimées par interpolation ou extrapolation. Pour la commune, le premier recensement exhaustif entrant dans le cadre du nouveau dispositif a été réalisé en 2004.

En 2022, la commune comptait 513 habitants, en évolution de +0,79 % par rapport à 2016 (Aube : +0,7 %, France hors Mayotte : +2,11 %).
| 1793 | 1800 | 1806 | 1821 | 1831 | 1836 | 1841 | 1846 | 1851 |
| ---- | ---- | ---- | ---- | ---- | ---- | ---- | ---- | ---- |
| 503  | 542  | 526  | 491  | 477  | 555  | 552  | 569  | 591  |

| 1856 | 1861 | 1866 | 1872 | 1876 | 1881 | 1886 | 1891 | 1896 |
| ---- | ---- | ---- | ---- | ---- | ---- | ---- | ---- | ---- |
| 593  | 574  | 596  | 571  | 542  | 550  | 541  | 550  | 491  |

| 1901 | 1906 | 1911 | 1921 | 1926 | 1931 | 1936 | 1946 | 1954 |
| ---- | ---- | ---- | ---- | ---- | ---- | ---- | ---- | ---- |
| 453  | 471  | 462  | 390  | 411  | 404  | 424  | 374  | 383  |

| 1962 | 1968 | 1975 | 1982 | 1990 | 1999 | 2004 | 2006 | 2009 |
| ---- | ---- | ---- | ---- | ---- | ---- | ---- | ---- | ---- |
| 361  | 340  | 318  | 336  | 375  | 432  | 464  | 467  | 493  |

| 2014 | 2019 | 2022 | - | - | - | - | - | - |
| ---- | ---- | ---- | - | - | - | - | - | - |
| 507  | 505  | 513  | - | - | - | - | - | - |

## Les associations
Avant-lès-Marcilly a une association pour les personnes du village. Elle regroupe plusieurs clubs : club féminin, club de gym, club des aînés.

## Culture locale et patrimoine

### Lieux et monuments

#### Patrimoine mégalithique
- La Pierre-au-Coq : menhir classé Monument historique[20].
- Le Polissoir des Ormeaux : polissoir de la Côte des Ormeaux indiqué à tort comme étant la Pierre Marguerite, qui était un menhir désormais détruit.

Un dolmen et quatre autres polissoirs, désormais disparus, ont été autrefois signalés sur le territoire de la commune.

#### Patrimoine religieux
- L'enclos du cimetière du village
- Chapelle Saint-Anne de Tremblay
- L'église de l’Assomption-de-la-Vierge

Avant-lès-Marcilly est un ancien siège d'une cure à la collation de l'évêque de Troyes. L'église est consacrée à l’Assomption de la Vierge. Elle est en grès et a été commencée par l'ouest au XIIe siècle. Le clocher et le portail ouest sont romans. La nef d'origine romane a été remaniée au XVIIIe siècle. La partie orientale de l'église est du début gothique.

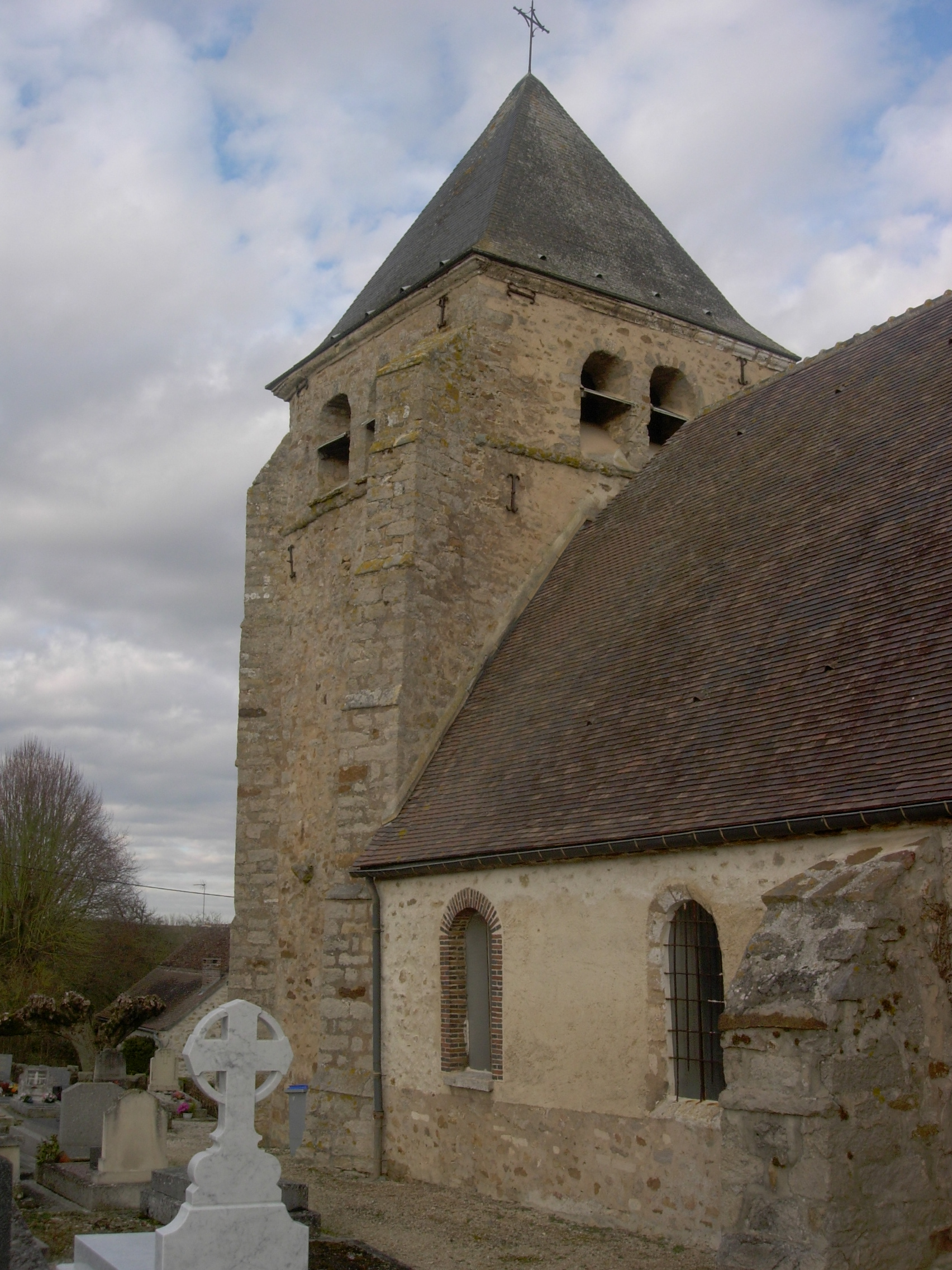
L'église de l’Assomption-de-la-Vierge.
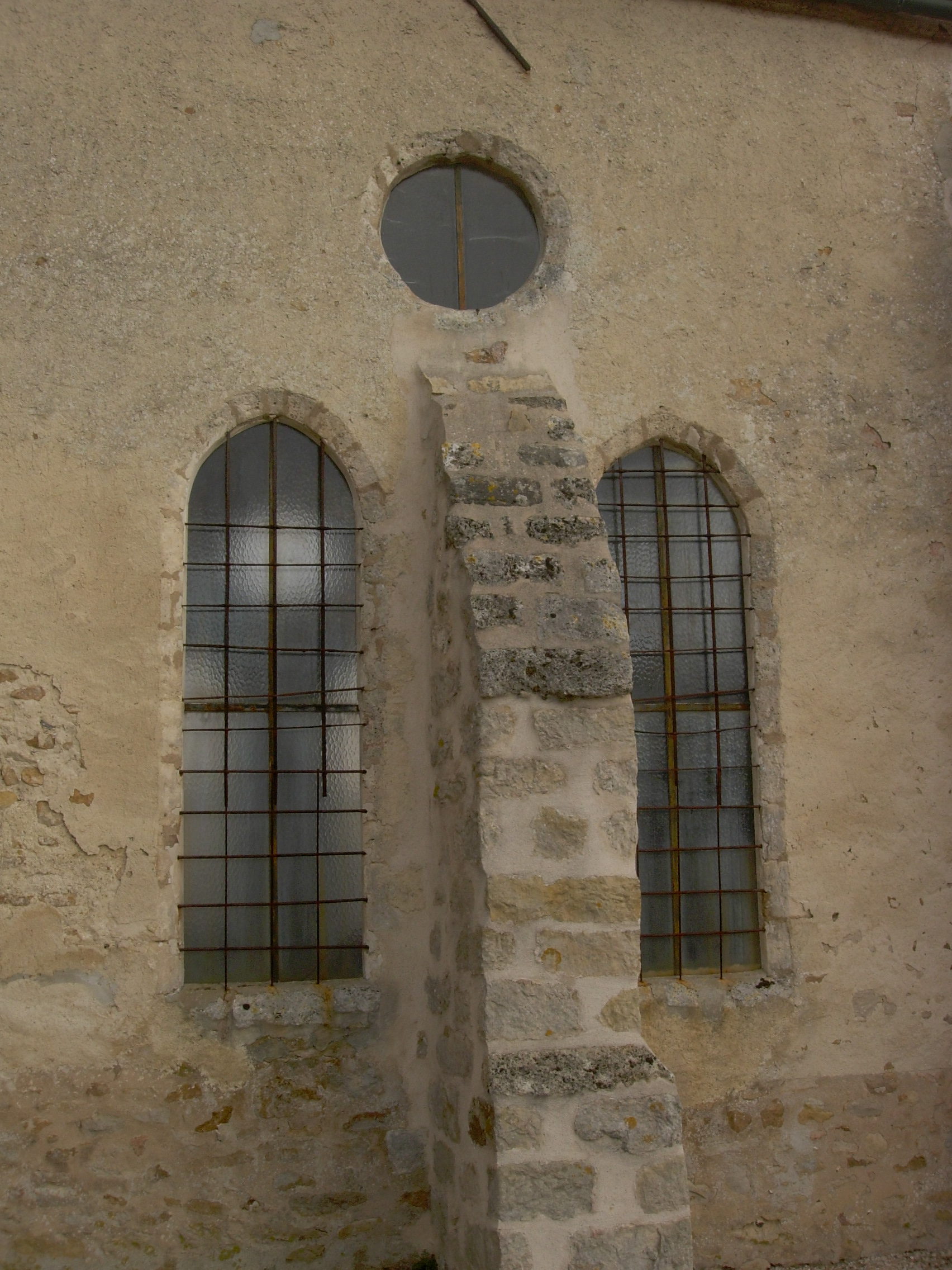
L'église de l’Assomption-de-la-Vierge.
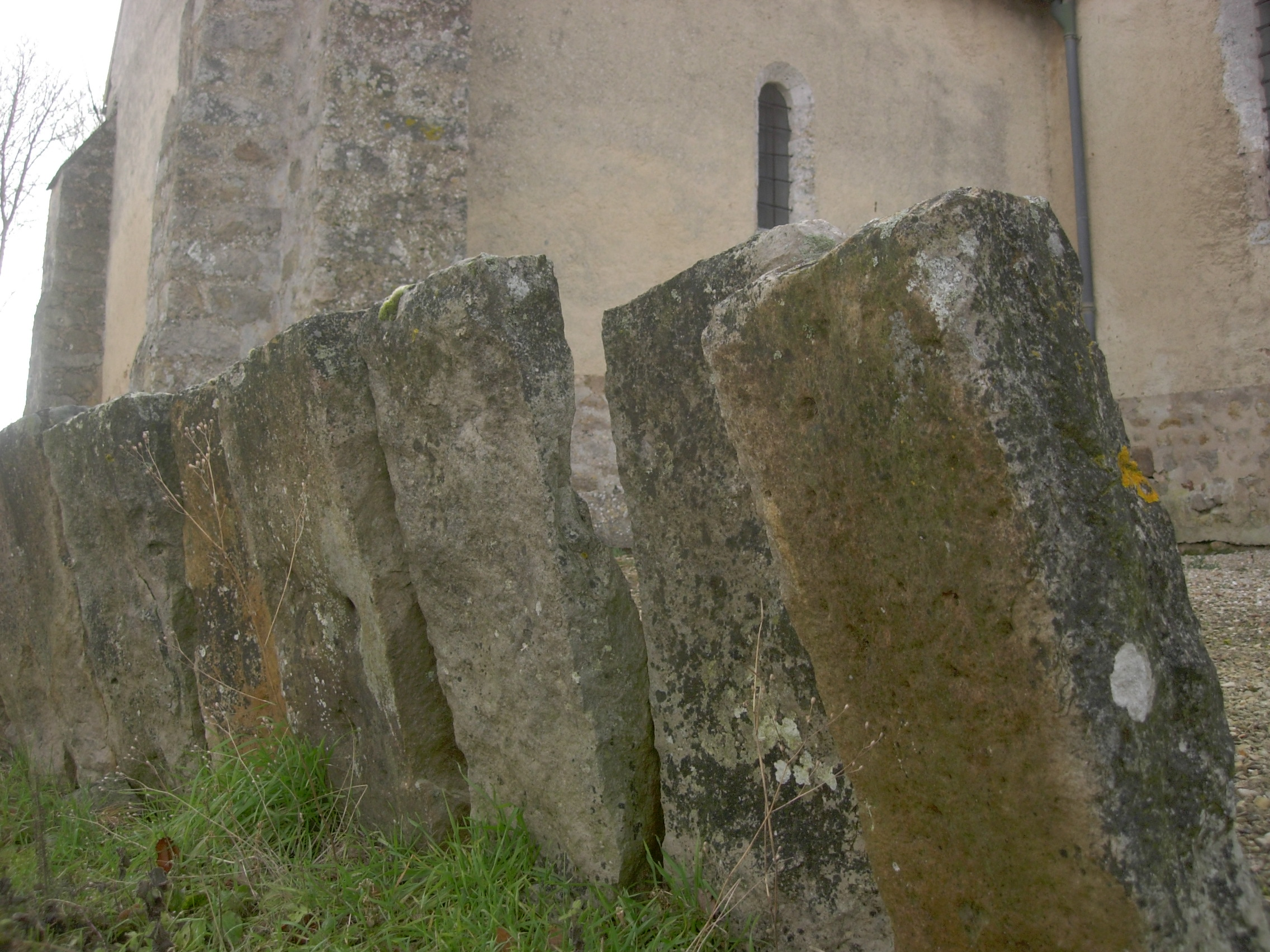
Enclos du cimetière d'Avant-lès-Marcilly.
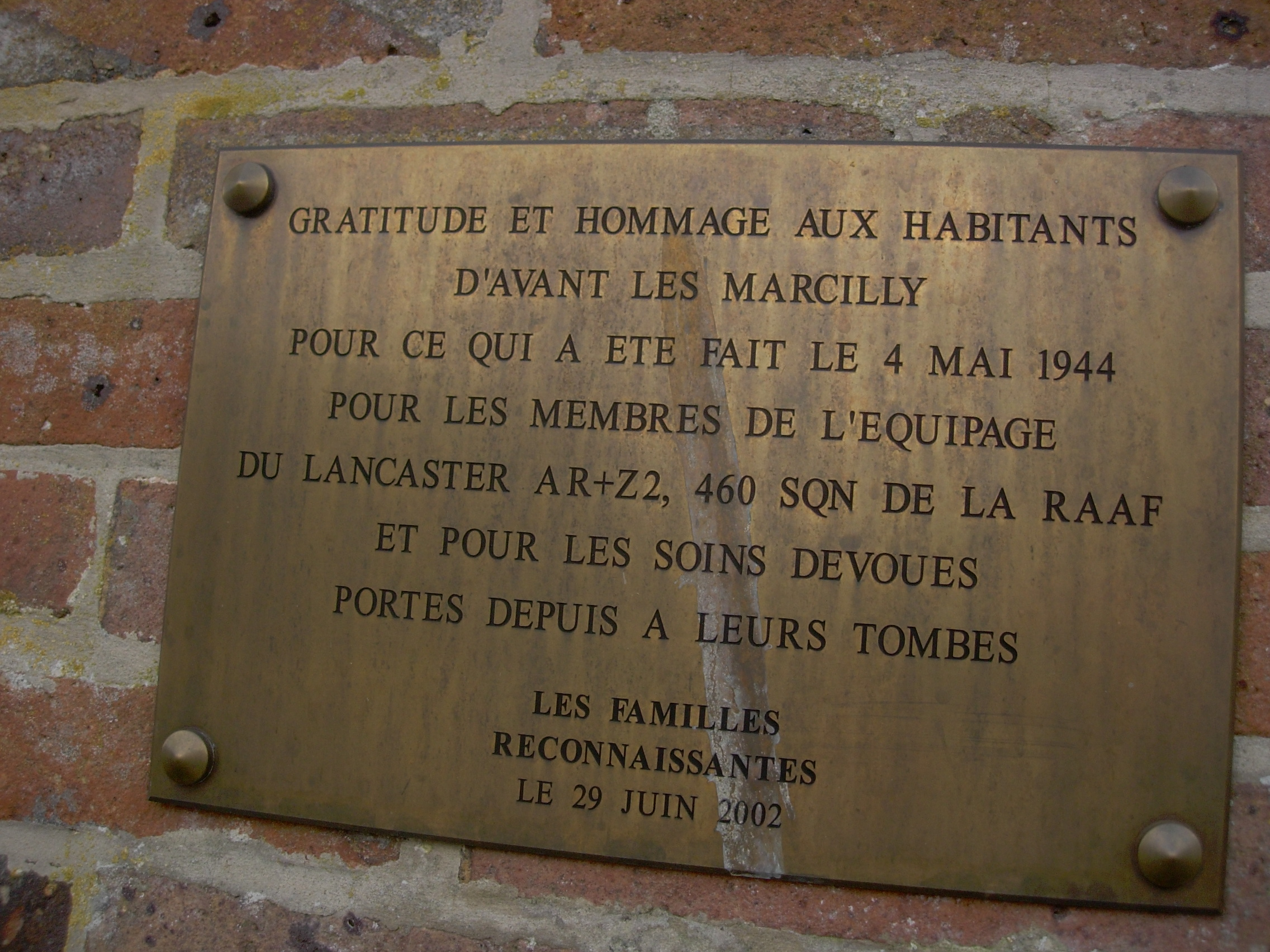
Plaque commémorative à l'entrée du cimetière.
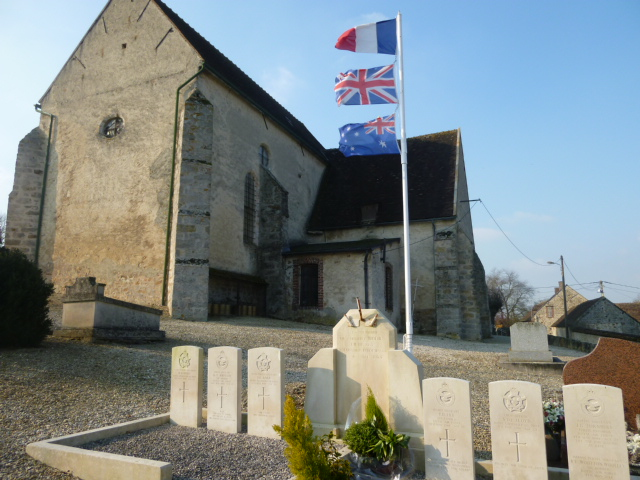
Carré militaire.
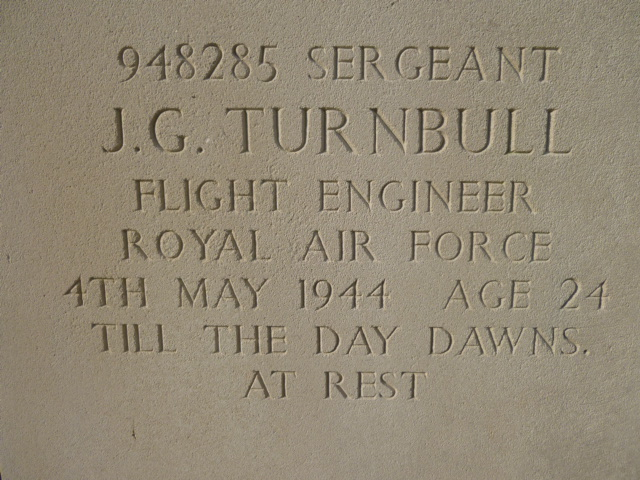
Une tombe du carré militaire : le sergent Turnbull.
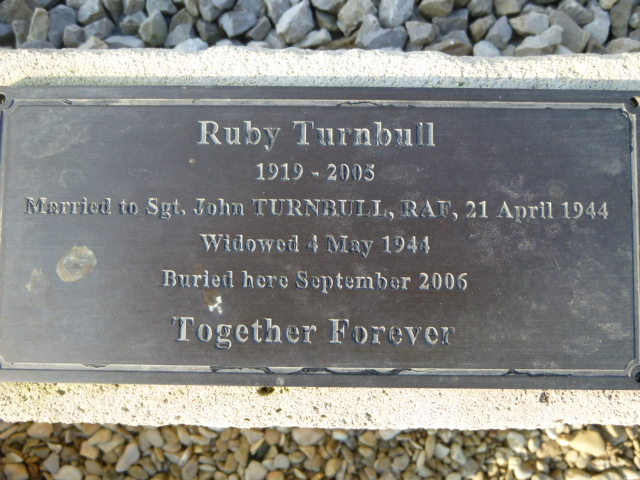
Tombe de la femme d'un soldat enterrée à proximité du carré militaire.

### Personnalités liées à la commune
Jean Grosjean, homme de lettres.